# Callistethus collaris
Callistethus collaris är en skalbaggsart som beskrevs av Hermann Burmeister 1844. Callistethus collaris ingår i släktet Callistethus och familjen Rutelidae. Inga underarter finns listade.